# Angerona pluriguttata
Angerona pluriguttata är en fjärilsart som beskrevs av Williams 1947. Angerona pluriguttata ingår i släktet Angerona och familjen mätare. Inga underarter finns listade i Catalogue of Life.